# Dharmapala Rakshita
| Tibetische Bezeichnung                        |
| --------------------------------------------- |
| Wylie-Transliteration: dharma pA la rakShi ta |
| Chinesische Bezeichnung                       |
| Vereinfacht: 达玛巴拉 (答儿麻八剌剌吉塔)      |

Dharmapala Rakshita oder Dharmapalaraksita (tib. dharma pA la rakShi ta; kurz auch Dharmapala; geb. 1268; gest. 1287) war der Sohn von Chögyel Phagpas Bruder Chagna Dorje (tib. phyag na rdo rje). Von 1281 bis 1287 war er Oberhaupt der Sakya-Schule des tibetischen Buddhismus. Von 1281 bis 1286 war er Kaiserlicher Lehrer (dishi / ti shri; engl. Imperial Preceptor)  des Mongolen-Kaisers Shizu (Kublai Khan). Er war die dritte Person in diesem Amt des höchsten Mönchsbeamten der Zentralregierung für buddhistische Angelegenheiten.